# Pet Sematary (filme de 2019)
Pet Sematary (bra: Cemitério Maldito; prt: Samitério de Animais) é um filme de terror sobrenatural estadunidense de 2019, dirigido por Kevin Kölsch e Dennis Widmyer e escrito por Jeff Buhler, a partir de uma história de tela de Matt Greenberg. É a segunda adaptação do romance de 1983, de mesmo nome, de Stephen King, depois do filme de 1989. O filme é estrelado por Jason Clarke, Amy Seimetz e John Lithgow, e segue uma família que descobre um misterioso cemitério na floresta atrás de sua nova casa.
As negociações para uma nova adaptação de Pet Sematary começaram em março de 2010, com Greenberg inicialmente escrevendo o roteiro. Foi revelado que Lorenzo di Bonaventura e Steven Schneider estavam produzindo o remake, sendo que Juan Carlos Fresnadillo iria dirigir o longa-metragem. Em dezembro de 2017, a Paramount Pictures lançou esta nova versão cinematográfica do romance de King, com a dupla de cineastas Kölsch e Widmyer dirigindo. A fotografia principal começou em 18 de junho de 2018, em Montreal e Hudson, Quebec, Canadá, e terminou em 11 de agosto de 2018.
O filme estreou no festival South by Southwest em 16 de março de 2019 e foi lançado nos Estados Unidos em 5 de abril de 2019. Ele recebeu críticas mistas, que elogiaram o tom sombrio, a atmosfera e as performances, mas não gostaram do ritmo lento e da dependência de sustos. Críticos e público estavam divididos sobre as mudanças entre o filme e o livro, embora muitos o tenham nomeado melhor que a adaptação de 1989.